# Discovery Science (Italia)
Discovery Science è stata una rete televisiva tematica italiana a pagamento edita da Warner Bros. Discovery Italia, proprietà del gruppo Discovery Communications, disponibile al canale 413 di Sky Italia nel pacchetto "Sky TV". Era disponibile anche in Svizzera ai canali 62 e 562 della UPC Svizzera.
Il canale trasmetteva 24 ore su 24 programmi dedicati al mondo della scienza, della tecnologia e delle scoperte più innovative.

## Storia
Il canale ha iniziato ufficialmente le trasmissioni il 31 luglio 2003 sulla piattaforma Sky Italia al canale 422. L'8 novembre 2010 il canale è passato al canale 405.
Il 1º febbraio 2012 Discovery Science rinnova il proprio logo e le proprie grafiche; sempre nella stessa data inizia a trasmettere in alta definizione.
Il 12 ottobre 2017, il canale rinnova logo e grafica.
Dal 9 aprile 2019 Discovery Science, insieme a Discovery Channel è disponibile in streaming sulla piattaforma Dplay Plus.
Il 13 aprile 2020 Discovery Science abbandona la piattaforma Dplay Plus, insieme a Discovery Channel. Al loro posto, arrivano i documentari BBC.
Dal 9 settembre 2020 il canale è visibile esclusivamente in HD sul satellite.
Il 1º luglio 2021 si trasferisce alla posizione 413.
Alla mezzanotte del 1º marzo 2022 il canale ha terminato le trasmissioni.
I contenuti del canale sono disponibili in streaming su Discovery+.

## Programmi
Questa lista è suscettibile di variazioni e potrebbe essere incompleta o non aggiornata.

- 1000 modi per morire
- Alien Planets
- Avventure nell'ignoto
- Balle Spaziali con Phil Plait
- Mega Navi
- Cacciatori di tornado
- Clima del terzo tipo
- Come è fatto
- Come funziona?
- Cose da non credere
- Cose di questo mondo
- Costruire il futuro
- Curiosity
- Da Vinci Reloaded
- Energia del futuro
- Fantainvenzioni
- Fisica impossibile
- Gadget Show
- Grande, grandissimo, enorme
- How It's Made
- I giganti dell'ingegneria
- Il sopravvissuto
- Incidenti in video
- Ingegneria estrema
- La scienza dell'occulto
- La scienza oscura
- Le profezie della fantascienza
- Macchine estreme
- Macchine giganti
- Malattie misteriose
- Marchio di fabbrica
- Megacostruzioni
- Megaworld
- Missione Europa
- Missione implausibile
- Morgan Freeman Science Show
- My Shocking Story
- MythBusters
- NASA: Grandi missioni
- Origine della vita
- Orion: il futuro dei viaggi nello spazio
- Re-Inventors
- Sesso senso
- Tecnologie del futuro
- Top Machine
- Tornado
- L'universo di Stephen Hawking
- X Machines

## Loghi

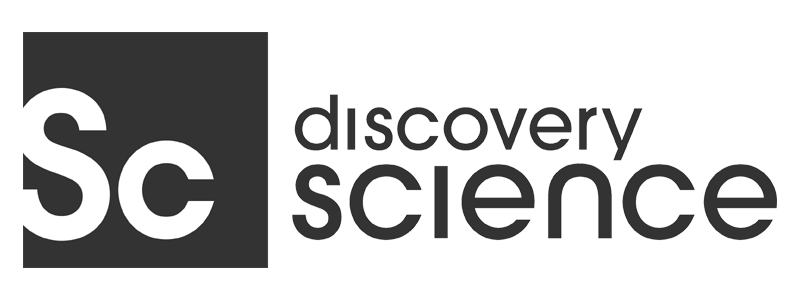
31 luglio 2003 - 1º febbraio 2012
1º febbraio 2012 - 12 ottobre 2017
12 ottobre 2017 - 1º marzo 2022